# Mía
Mía là tên gọi chung của một số loài trong chi Mía (Saccharum), bên cạnh các loài lau, lách. Chúng là các loại cỏ sống lâu năm, thuộc tông Andropogoneae của họ Hòa thảo (Poaceae), bản địa khu vực nhiệt đới và ôn đới ấm của Cựu thế giới. Chúng có thân to mập, chia đốt, chứa nhiều đường, cao từ 2-6 m. Tất cả các dạng mía đường được trồng ngày nay đều là các dạng lai ghép nội chi phức tạp. Chúng được trồng để thu hoạch nhằm sản xuất đường.
Mía được trồng nhiều nhất ở các nước nhiệt đới và cận nhiệt đới. Năm 2020, sản lượng mía toàn cầu đạt 1,9 tỷ tấn, riêng Brazil đã đóng góp tới 40%. Loại cây này là nguyên liệu chính để sản xuất đường trên thế giới, chiếm tới 79% (phần còn lại chủ yếu được sản xuất từ củ cải đường). Trong đó, giống mía Saccharum officinarum và các giống lai của nó chiếm khoảng 70% sản lượng đường toàn cầu.

## Các loài
Một số loài mía được liệt kê dưới đây.
- Saccharum barberi: Mía
- Saccharum bengalense: Mía Bengal
- Saccharum edule : Mía
- Saccharum officinarum: Mía (loài này có được trồng tại Việt Nam)
- Saccharum sinense: Mía lau

## Tính chất
Trên cây mía, thông thường phần ngọn sẽ nhạt hơn phần gốc (trong chiết nước mía). Đó là đặc điểm chung của thực vật: chất dinh dưỡng (ở đây là hàm lượng đường) được tập trung nhiều ở phần gốc (vừa để nuôi dưỡng cây vừa để dự trữ). Đồng thời, do sự bốc hơi nước của lá mía, nên phần ngọn cây lúc nào cũng phải được cung cấp nước đầy đủ để cung cấp cho lá, gây ra hàm lượng nước trong tỉ lệ đường/nước phần ngọn sẽ nhiều hơn phần gốc, làm cho ngọn cây mía nhạt hơn.

## Đặc điểm sinh trưởng

### Nhiệt độ
Mía là loại cây nhiệt đới nên đòi hỏi điều kiện độ ẩm rất cao. Nhiệt độ bình quân thích hợp cho sự sinh trưởng của cây mía là 15-26⁰C. Giống mía nhiệt đới sinh trưởng chậm khi nhiệt độ dưới 21⁰C và ngừng sinh trưởng khi nhiệt độ 13⁰C và dưới 5⁰C thì cây sẽ chết. Những giống mía á nhiệt đới tuy chịu rét tốt hơn nhưng nhiệt độ thích hợp cũng giống như mía nhiệt đới.
Thời kì nảy mầm mía cần nhiệt độ trên 15⁰C tốt nhất là từ 26-33⁰C. Mía nảy mầm kém ở nhiệt độ dưới 15⁰C và trên 40⁰C. Từ 28-35⁰C là nhiệt độ thích hợp cho mía vươn cao. Sự dao động biên độ nhiệt giữa ngày và đêm liên quan tới tỉ lệ đường trong mía. Giới hạn nhiệt độ thích hợp cho thời kì mía chín từ 15-20⁰C. Vì vậy tỉ lệ đường trong mía thường đạt ở mức cao nhất cho các vùng có khí hậu lục địa và vùng cao.

### Ánh sáng
Mía là cây nhạy cảm với ánh sáng và đòi hỏi cao về ánh sáng. Thiếu ánh sáng, mía phát triển không tốt, hàm lượng đường thấp. Mía cần thời gian tối thiểu là 1200 giờ tốt nhất là trên 2000 giờ. Quang hợp của cây mía tỉ lệ thuận với cường độ và độ dài chiếu sáng. Thiếu ánh sáng cây hút phân kém do đó phân đạm, lân, kali chỉ hiệu quả khi ánh sáng đầy đủ. Vì vậy ở vùng nhiệt đới và á nhiệt đới mía vươn cao mạnh nhất khi bắt đầu vào mùa hè có độ dài ngày tăng lên. Chính vì vậy, nó là nhân tố quan trọng quyết định năng suất và sản lượng mía. 

### Độ ẩm
Mía là cây cần nhiều nước nhưng lại sợ úng nước. Mía có thể phát triển tốt ở những vùng có lượng mưa từ 1500 mm/năm. Giai đoạn sinh trưởng mía yêu cầu lượng mưa từ 100-170 mm/tháng. Khi chín cần khô ráo, mía thu hoạch sau một thời gian khô ráo khoảng 2 tháng sẽ cho tỉ lệ đường cao. Bởi vậy các nước nằm trong vùng khô hạn nhưng vẫn trồng mía tốt còn những nơi mưa nhiều và phân bố đều trong năm thì việc trồng mía không hiệu quả. 
Gió bão làm cây đổ dẫn đến làm giảm năng suất, giảm phẩm chất của cây. Chính vì vậy gió cũng là dấu hiệu quan trọng trong công tác dự báo lên kế hoạch và chế biến làm sao tốn ít chi phí mà giá trị sản xuất cũng như phẩm chất của mía nguyên liệu vẫn cao.

### Độ cao
Độ cao có liên quan đến cường độ chiếu sáng cũng như mức chênh lệch nhiệt độ giữa ngày và đêm, do đó ảnh hưởng đến khả năng tích tụ đường trong mía, điều đó ảnh hưởng đến hoạt động của các khâu trong quy trình chế biến. Giới hạn về độ cao cho cây mía sinh trưởng và phát triển ở vùng xích đạo là 1600 m, ở vùng nhiệt đới là 700-800 m...

### Đất trồng
Mía là loại cây công nghiệp khoẻ, dễ tính, không kén đất, vậy có thể trồng mía trên nhiều loại đất khác nhau, từ 70% sét đến 70% cát. Đất thích hợp nhất cho mía là những loại đất xốp, tầng canh tác sâu, có độ phì cao, giữ ẩm tốt và dễ thoát nước. Có thể trồng mía có kết quả trên cả những nơi đất sét rất nặng cũng như trên đất than bùn, đất hoàn toàn cát, đất chua mặn, đất đồi, khô hạn ít màu mỡ. Yêu cầu tối thiểu với đất trồng là có độ sâu, độ thoáng nhất định, độ PH không vượt quá giới hạn từ 4-9, độ pH thích hợp là 5,5-7,5. Độ dốc địa hình không vượt quá 15⁰, đất không ngập úng thường xuyên. Những vùng đất đai bằng phẳng cơ giới vận tải tương đối thuận lợi đều có thể bố trí trồng mía. Ngoài ra người ta có thể canh tác mía ở cả những vùng gò đồi có độ dốc không lớn lắm ở vùng trung du miền núi. Tuy nhiên ở những vùng địa bàn này cần bố trí các rãnh mía theo các đường đồng mức để tránh xói mòn đất. Ngành trồng mía chỉ có thể cho hiệu quả kinh tế cao khi hình thành những vùng chuyên canh có quy mô lớn.

### Giá trị kinh tế
Mía là cây công nghiệp lấy đường quan trọng của ngành công nghiệp đường. Đường là một loại thực phẩm cần có trong cơ cấu bữa ăn hàng
ngày của nhiều quốc gia trên thế giới, cũng như là loại nguyên liệu quan trọng của nhiều ngành sản xuất công nghiệp nhẹ và hàng tiêu dùng
như bánh kẹo...
Về mặt kinh tế chúng ta nhận thấy trong thân mía chứa khoảng 80-90% nước dịch, trong dịch đó chứa khoảng 16-18% đường. Vào thời kì mía chin già người ta thu hoạch mía rồi đem ép lấy nước. Từ nước dịch mía được chế lọc và cô đặc thành đường. Có hai phương pháp chế biến bằng thủ công thì có các dạng đường đen, mật, đường hoa mai. Nếu chế biến qua các nhà máy sau khi lọc và bằng phương pháp ly tâm, sẽ được các loại đường kết tinh, tinh khiết.
Ngoài sản phẩm chính là đường những phụ phẩm chính của cây mía bao gồm:
- Bã mía chiếm 25-30% trọng lượng mía đem ép. Trong bã mía chứa trung bình 49% là nước, 48% là xơ (trong đó chứa 45-55% cellulose) 2,5% là chất hoà tan (đường). Bã mía có thể dùng làm nguyên liệu đốt lò, hoặc làm bột giấy, ép thành ván dùng trong kiến trúc, cao hơn là làm ra Furfural là nguyên liệu cho ngành sợi tổng hợp. Trong tương lai khi mà rừng ngày càng giảm nguồn nguyên liệu làm bột giấy, làm sợi từ cây rừng giảm đi thì mía là nguyên liệu quan trọng để thay thế.

- Mật gỉ chiếm 3-5% trọng lượng đem ép.  Thành phần mật gỉ trung bình chứa 20% nước, đường saccaro 35%, đường khử 20%, tro 15%, protein 5%, sáp 1%, bột 4% trọng lượng riêng. Từ mật gỉ cho lên men chưng cất rượu rum, sản xuất men các loại. Một tấn mật gỉ cho một tấn men khô hoặc các loại axit axetic, hoặc có thể sản xuất được 300 lít tinh dầu và 3800 l rượu. Từ một tấn mía tốt người ta có thể sản xuất ra 35-50 lít cồn 96, một ha với kỹ thuật sản xuất hiện đại của thế kỷ 21 có thể sản xuất 7000-8000 lít cồn để làm nhiên liệu. Vì vậy khi mà nguồn nhiên liệu lỏng ngày càng cạn kiệt thì người ta đã nghĩ đến việc thay thế năng lượng của thế kỷ 21 là lấy từ mía.

- Bùn lọc chiếm 1,5-3% trọng lượng mía đem ép. Đây là sản phẩm cặn bã còn lại sau khi chế biến đường. Trong bùn lọc chứa 0,5% N, 3% Protein thô và một lượng lớn chất hữu cơ. Từ bùn lọc có thể rút ra sáp mía để sản xuất nhựa xêrin làm sơn, xi đánh giầy, vv...Sau khi lấy sáp bùn lọc dùng làm phân bón rất tốt.

Theo ước tính giá trị các sản phẩm phụ phẩm còn cao hơn 2-3 lần sản phẩm chính là đường. 
Mía còn là loại cây có tác dụng bảo vệ đất rất tốt. Mía thường trồng từ tháng 10 đến tháng 2 hàng năm là lúc lượng mưa rất thấp. Đến mùa mưa, mía được 4-5 tháng tuổi, bộ lá đã giao nhau thành thảm lá xanh dày, diện tích lá gấp 4-5 lần diện tích đất làm cho mưa không thể rơi trực tiếp xuống mặt đất có tác dụng tránh xói mòn đất cho các vùng đồi trung du. Hơn nữa mía là cây rễ chum và phát triển mạnh trong tầng đất từ 0-60cm. Một ha mía tốt có thể có 13-15 tấn rễ, sau khi thu hoạch bộ rễ để lại trong đất cùng với bộ lá là chất hữu cơ quý làm tăng độ phì của đất.

## Canh tác và sử dụng

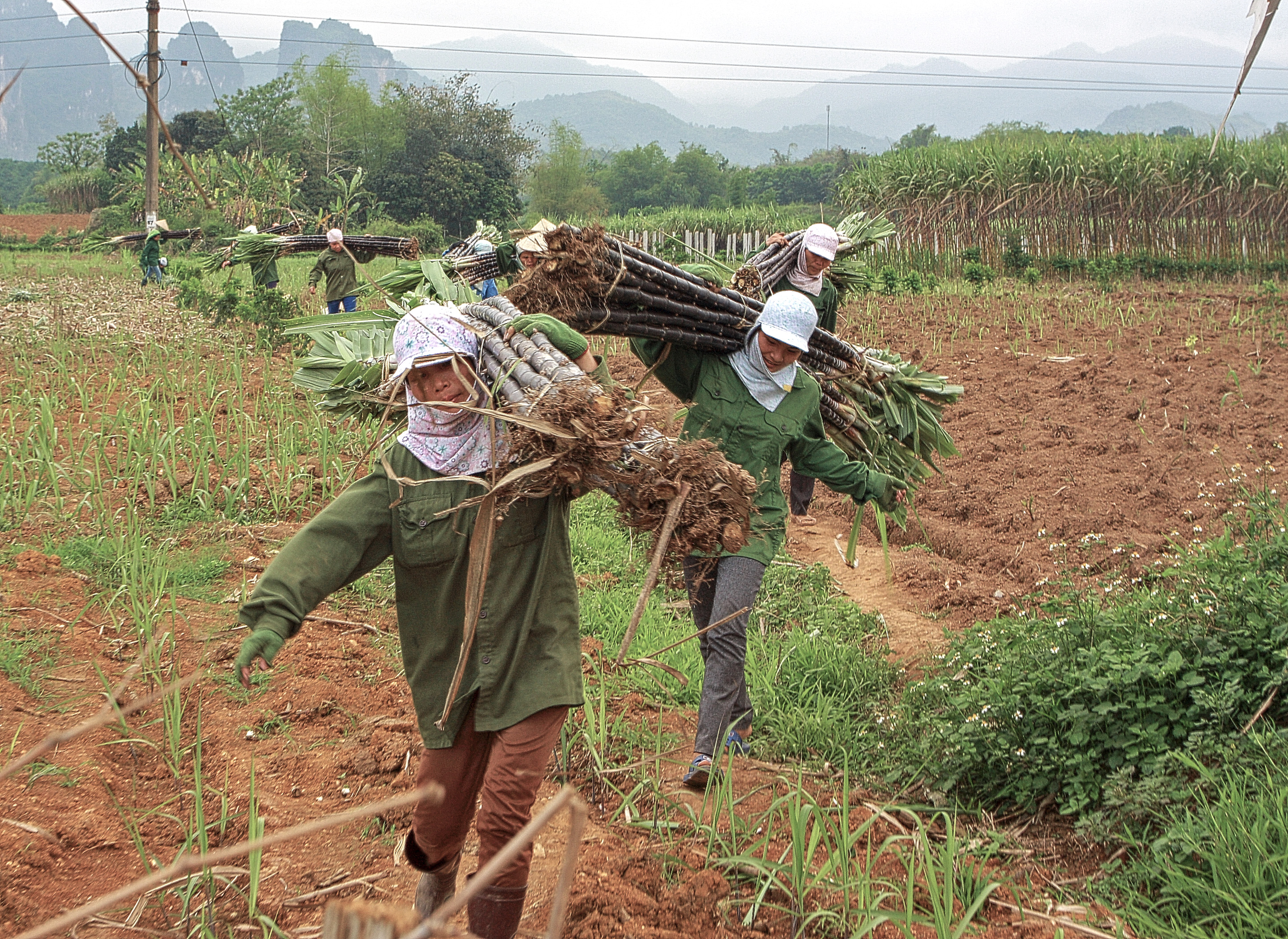
Mía đường được phụ nữ thu hoạch ở tỉnh Hòa Bình, Việt Nam.

Thư tịch lịch sử đã nhắc đến mía từ năm 510 TCN. Thời đó Đế quốc Ba Tư dưới triều vua Darius I bành trướng biên cương. Khi chinh phạt Ấn Độ sử gia Ba Tư ghi rằng đó là "loại cây sồi cung cấp mật ong mà không có ong".
Thế kỷ 21 có khoảng 200 quốc gia và lãnh thổ trồng mía đường, sản xuất khoảng 1.324,6 triệu tấn (khoảng gấp 6 lần sản lượng củ cải đường). Tính đến năm 2005, Brasil đứng đầu bảng, sản xuất nhiều mía đường nhất thế giới; thứ nhì là Ấn Độ. Mía dùng để sản xuất đường cát, xirô Falernum, mật mía, rum, đồ uống không cồn, cachaça (một loại rượu của Brasil) và cồn để làm nhiên liệu. Bã mía còn lại sau khi ép đường có thể làm chất đốt - dùng trong nhà máy- lẫn điện năng - thường được bán cho các nhà cung cấp điện/hệ thống lưới điện. Do chứa nhiều xenluloza nên mía cũng được dùng để sản xuất giấy và bìa các tông, được rao bán là "thân thiện môi trường" vì làm từ phụ phẩm của kỹ nghệ đường.
Xơ mía từ giống mía Bengal (Saccharum munja hay Saccharum bengalense) cũng được dùng để làm thảm, vách ngăn cùng các thứ gia dụng như giỏ, rổ v.v tại Tây Bengal. Sợi mía này cũng được dùng trong Upanayanam - một nghi lễ thờ cúng của Ấn Độ giáo tại Ấn Độ.

### Việt Nam
Ở Việt Nam miền Trung là vùng đất truyền thống trồng mía. Việc canh tác mía lấy ngọn mía cắm xuống đất để mọc thành cây mía. Năm sau thì có thể chặt thân mía thu hoạch, gọi là mía tơ năm đầu tiên. Gốc để nguyên, chỉ xới đất thêm và bón cho mọc lại. Mía thu hoạch năm thứ nhì gọi là mía gốc. Đến năm thứ ba thì phải chặt cả gốc, trồng lại từ đầu vì năng suất kém dần.

## Sản xuất
| Quốc gia                                       | 1.000 tấn      |
| ---------------------------------------------- | -------------- |
| Brasil                                         | 588.025 (2008) |
| Ấn Độ                                          | 232.300        |
| Cộng hòa Nhân dân Trung Hoa                    | 87.768         |
| Pakistan                                       | 47.244         |
| Mexico                                         | 45.195         |
| Thái Lan                                       | 43.665         |
| Colombia                                       | 39.849         |
| Australia                                      | 37.822         |
| Indonesia                                      | 29.505         |
| Hoa Kỳ                                         | 25.307         |
| Tổng thế giới                                  | 1.011.581      |
| Nguồn: Tổ chức Nông-Lương Liên hiệp quốc (FAO) |                |

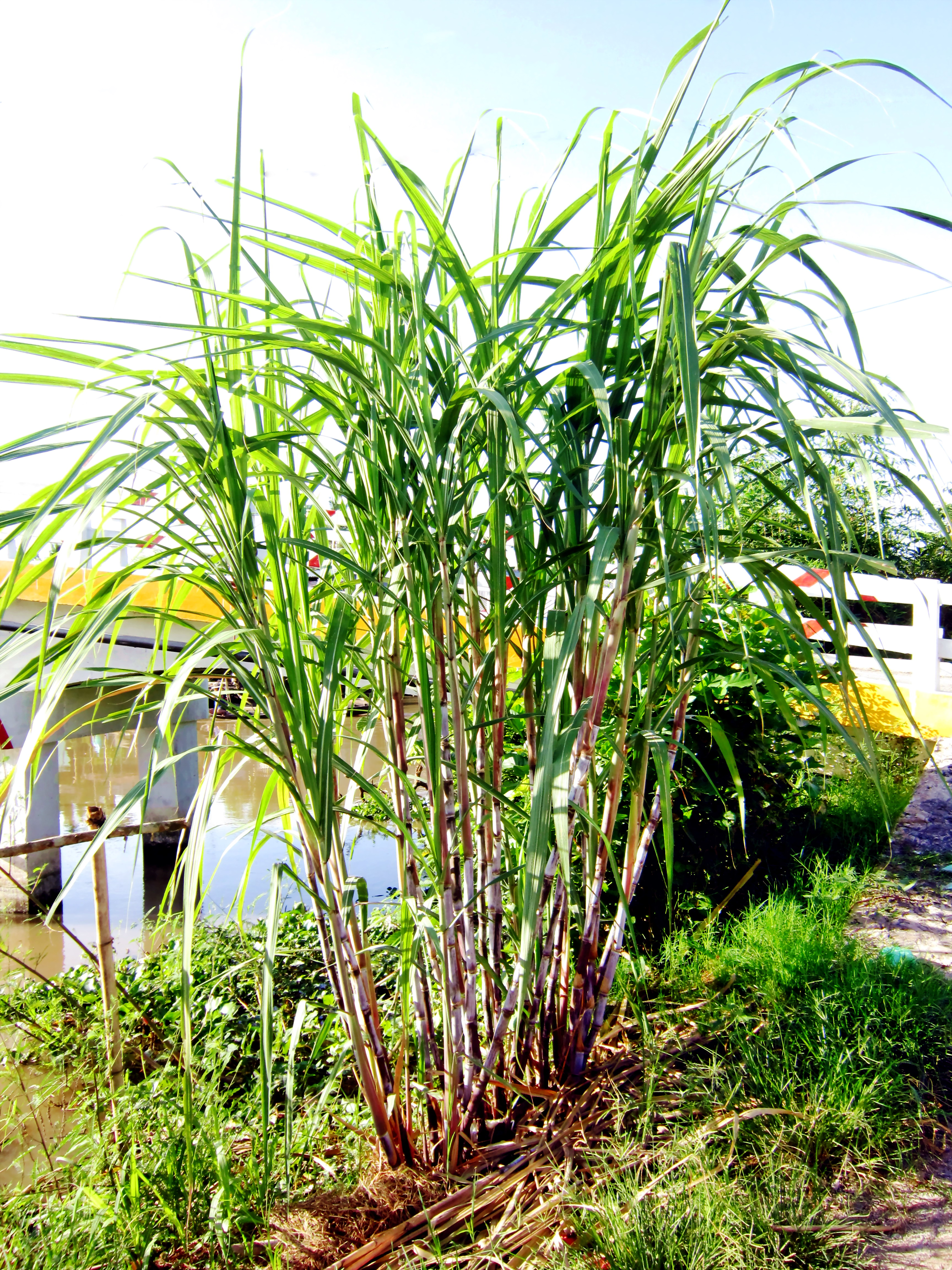
Một khóm mía

Tại Ấn Độ, các bang Uttar Pradesh (38,57 %), Maharashtra (17,76 %) và Karnataka (12,20 %)  là các nơi sản xuất nhiều mía đường nhất của nước này.
Tại Hoa Kỳ, mía đường được trồng ở quy mô thương mại tại Florida, Hawaii, Louisiana, Texas và Puerto Rico.

## Chữa bệnh
Có thể dùng nước mía để chữa bệnh viêm dạ dày mãn tính theo công thức sau: Nước mía - rượu nho mỗi thứ một ly rồi trộn vào nhau, uống mỗi ngày 2 lần (sáng, tối) (bài thuốc dân gian). Ngoài ra, với một số bệnh khác có thể chữa bằng mía (xem thêm phần Liên kết ngoài).